# Kỳ Thọ
Kỳ Thọ là một xã thuộc huyện Kỳ Anh, tỉnh Hà Tĩnh, Việt Nam.
Xã Kỳ Thọ có diện tích 17.02 km², dân số năm 1999 là 3926 người, mật độ dân số đạt 231 người/km².

## Địa giới hành chính
Xã Kỳ Thọ nằm ở khu vực trung tâm về địa lý của huyện Kỳ Anh.
- Phía bắc giáp các xã Kỳ Khang và Kỳ Ninh.
- Phía đông giáp xã Kỳ Ninh.
- Phía nam giáp các xã Kỳ Hải, Kỳ Thư và Kỳ Văn.
- Phía tây giáp xã Kỳ Trung.

## Địa lý tự nhiên
Từ xa xưa trên địa bàn xã này có tuyến kênh Nhà Lê nối từ  kinh đô Hoa Lư đến Đèo Ngang đi qua, là tuyến đường thủy đầu tiên trong lịch sử Việt Nam và được coi là tuyến đường Hồ Chí Minh trên sông vì những đóng góp cho các cuộc chiến tranh của người Việt.

## Giao thông
Xã Kỳ Thọ có Quốc lộ 1 chạy qua.